# Гусаров, Михаил Александрович
Михаил Александрович Гусаров (род. 2 мая 1959) — советский и российский хоккеист, нападающий. Мастер спорта СССР. Тренер.

## Биография
Воспитанник глазовского хоккея, тренеры Е. Х. Чупин, В. И. Ракитин, В. Г. Косолапов. Практически всю карьеру провёл в глазовском «Прогрессе» — в 1997—1995 годах в команде провёл 18 сезонов. В 1977 году отказался от перехода в рижское «Динамо». Сезон 1979/80 начал в киевском «Машиностроителе», затем перешёл в «Ижсталь» Ижевск, за которую провёл несколько матчей в высшей лиге. В следующем сезоне вернулся в «Прогресс».
Обладатель Кубка РСФСР.
Отличник физической культуры и спорта России. Заслуженный работник физической культуры Удмуртской Республики.
В «Прогрессе» работал тренером (1996—2004, 2007—2014), главным тренером (2004—2007, 10 — 22 декабря 2012).